# Pułk Pancerny Kurmark
Pułk Pancerny Kurmark (niem. Panzer-Regiment Kurmark) – jeden z niemieckich pułków pancernych okresu III Rzeszy. Sformowany 31 stycznia 1945 nad Odrą. Posiadał tylko 1 batalion. Wchodził w skład Dywizji Grenadierów Pancernych Kurmark.

## Struktura organizacyjna
- sztab pułku
- sztab I batalionu
- 1 kompania
- 2 kompania
- 3 kompania
- 4 kompania